# 迈克尔·乔丹 (足球运动员)
迈克尔·威廉·乔丹（英語：Michael William Jordan，1986年4月7日—），生于英国伦敦的恩菲尔德，是英格兰职业足球运动员，场上司职守门员。乔丹曾效力过阿森纳等多支英格兰球队，现担任博勒姆伍德的守门员教练一职。

## 职业生涯
乔丹在青年队一系列良好的表现后于2004年11月1日转为职业球员，但是他从未在阿森纳的一线队守过门；他最接近出场是在2005年11月9日英格兰足总杯和雷丁足球俱乐部的比赛进入了球队的替补大名单，这场比赛以阿森纳3-1胜出。
2006年4月9日，乔丹和低级别球队约维尔签订了一份一个月的租借合同，以缓解球队的守门员伤病危机。续的合同在赛季末中止，但是约维尔谢绝和乔丹签下永久转会合同，之后，他于5月返回了阿森纳队。2006年6月30日，阿森纳与乔丹解约，将他放入了自由转会市场。
2006年6月，乔丹受邀参加了切斯特菲尔德组织的一周试训。